# Argyrolobium longipes
Argyrolobium longipes är en ärtväxtart som beskrevs av Nicholas Edward Brown. Argyrolobium longipes ingår i släktet Argyrolobium och familjen ärtväxter. Inga underarter finns listade i Catalogue of Life.